# Papillons de Bonis
Pour l’article homonyme, voir Papillon (homonymie).
Les Papillons, op. 28, sont une œuvre de la compositrice Mel Bonis, datant de 1897.

## Composition
Mel Bonis compose les Papillons pour piano. L'œuvre est publiée en 1897 aux éditions Leduc puis elle est rééditée en 2006 aux éditions Furore.

## Analyse
L'œuvre fait partie d'un corpus qui s'inscrit dans la grande tradition des genres pour piano hérité des compositeurs romantiques, notamment de Frédéric Chopin et de Gabriel Fauré.

## Discographie
- L'ange gardien, par Laurent Martin (piano), Ligia Digital LIDI 01033181-07, 2007 (OCLC 884450880)

## Sources
- Étienne Jardin, Mel Bonis (1858-1937) : parcours d'une compositrice de la Belle Époque, 2020 (ISBN 978-2-330-13313-9 et 2-330-13313-8, OCLC 1153996478, lire en ligne)